# Hannelore Mattig
Hannelore Mattig (Berlín) va ser una ciclista alemanya que va representar a la República Democràtica Alemanya. Va guanyar dues medalles de bronze als Campionats del món en Persecució.

## Palmarès en ruta
- 1966
  - Campiona de la RDA en Ruta
- 1967
  - Campiona de la RDA en Ruta
- 1969
  - Campiona de la RDA en Ruta

## Palmarès en pista
- 1968
  - Campiona de la RDA en Velocitat
- 1969
  - Campiona de la RDA en Velocitat